# District de Minamiuonuma
Le district de Minamiuonuma (南魚沼郡, Minamiuonuma-gun) est un district du Japon situé dans la préfecture de Niigata.
En mai 2014, la population du district est estimée à 8 316 habitants pour une densité de 23,3 personnes par km2. La superficie du district est de 357 km2.

## Commune
- Yuzawa

## Fusions
- Le 1er novembre 2004, les villes de Muika et Yamato fusionnent pour former la ville de  Minamiuonuma.
- Le 1er octobre 2005, le bourg de Shiozawa est aussi intégré dans la ville de Minamiuonuma.